# 陳子見
陳子見は中華民国（台湾）南投県出身の、中華民国のアナウンサー、インフルエンサー、番組プレゼンター、眼球中央電視台のディレクター、歡楽無法党の共同創始者の一人である。インターネット上では「視網膜」として台湾で人気がある。
YouTube上で眼球中央電視台というチャンネルを作り、風刺の効いた一連のニュースを作成し人気を博した。
2018年3月から12月まで華視午間新聞のキャスターを務め、23歳という若さで華視新聞のゴールデンタイムのキャスターとなり、最年少記録を樹立した。

## 概要
南投県水里郷生まれ。水里国民中学校、台中市大里区の国立中興大学附属高級中学（国立大里高級中学）、国立彰化師範大学国文学系卒業。大学在学中、陳子見は福建省泉州市での両岸交流ツアー（統一戦線ツアーとも呼ばれる）に参加し、偶然に中国中央電視台が毎晩7時に放送する「新聞聯播」という番組を目にした。
番組のキャスターたちの口調や中国当局（中華人民共和国当局）を称賛する声が作為的だと思い、同級生たちは自分たちの意見をもっと皮肉な口調で表現するために眼球中央電視台という番組を制作することにした。
眼球中央電視台が人気を博した後、多くのオンライン番組の司会のオファーが届き、さまざまな番組の司会を務めた。ニックネームとして「視網膜」を使用している理由は、かつて網膜が破れた際に、友人から「人生で何かが欠けているなら、それを補うべきだ」と聞いたのが由来だという。
2017年3月にはYahoo! TVとのコラボで、「央視鬥風向」の司会や大学キャンパスでの討論会の司会を務め、同年4月には「星期天」と共にインターネットラジオ番組『膜天倫之夜』をスタート、同年9月8日からはPUSH MEDIAで「視網膜BIG辯」の司会を務めるなど、幅広く活躍している。
翌年1月22日、三立iNEWS台が政治番組「鄭眼看新聞」の司会に招き、遊び心とユーモアを交えて台湾の現状を紹介した。
2018年3月5日、正式に華視新聞の華視午間新聞でキャスターとして務めた。23歳でゴールデンタイムのキャスターとなり、ライブ中継サービスを開始した。華視によると、初日のネット放送のトラフィックが過去の4倍以上にもおよび、わずか2時間で2万7000人が視聴、メッセージも1000件を超えたという。 またこれらの実績を見て華視の莊豐嘉は、陳子見が単なるニュース・キャスターではなく、ニュースの運営を依頼されることを望んでいると述べた」。しかしながら願いはかなわず、12月31日「華視午間新聞」の最終回を放送した後、陳子見は正式に華視を去り、「二度と"放送 "には戻らない」と述べた。
あるニュースメディアの報道によると、月給17万ニュー台湾ドルのあった視網膜（陳子見）が"撤退"したのは「華視午間新聞」の視聴率が最下位であったからとしている。
一方、キャスターを降板することを発表する記事を確認したが、自身のフェイスブックで「退任」ではないと強調し、月収17万TWドルという噂を否定し、「このようなデタラメなニュースを流した人物を私は知っているが、私の心には大きな愛があり、メリークリスマス、ハッピーニューイヤー、そして幸運と長寿を祈っている」と述べた。また、「また会いましょう」というファンへのメッセージを残した。
2019年3月20日、"視網膜"として華視に復帰し、トークバラエティ番組「今夜造口夜」の司会を務めた。10月5日、第54回金鐘奨の授賞式に出演し、アーティストの黃子佼やインフルエンサーの鄭茵聲と共同司会を務め、「網台大戰—內容才是王道」というトークショーを放送し、話題を集めた。11月14日、ネットクリエイターの邱威傑、張志祺と「歡楽無法党」（2020-2021）を共同設立した。
2023年4月9日、同年6月から「眼球中央電視台」の更新を停止すると発表。最後に放送された番組は、同年5月31日の「新聞聯播」最終回だった。。
当初、番組の活動停止の理由は「（視網膜自身が）疲れた」と発言していたが、同年6月にMeToo運動が台湾で燃え上がる中、「鏡周刊」報道はチャンネル閉鎖の理由のひとつを明らかにした。それは、陳子見が以前、女性従業員から頻繁にセクハラを受けていたこと、さらには彼女と親密な関係にあると噂され、周囲に不快感を与えていたことだった。。

### 華視への参入
2018年1月12日、とあるメディアの番組「華視人事大地震」にて、華視の看板キャスターである蘇逸洪が降板を懇願しているとの報道があった。その後任候補として挙がったのが当時ネット上で人気を博していた「視網膜」だった。
その翌朝早朝、華視の莊豐嘉報道部長はフェイスブックの投稿で、「陳子見（視網膜）が司会を務めるのは昼のニュースであり、蘇逸洪が司会を務める夕方のニュースの代わりではない」と説明した。また、視網膜が本名で放送することにも触れられ、視網膜自身も他の放送でこの報道について認めた。このニュース報道は大きな議論を呼び、ネットユーザーのほとんどが支持する一方で、古くから報道業界に携わる邱明玉は、華視の動きを疑問視する記事を投稿。その記事の中で「ネット上の有名人はあくまでもネット上の有名人であり、一般のニュースキャスターとは違う。そうでなければ、ニュースを『流す』リポーターを養成する必要もないし、ただただネットのニュースを取り上げて放送すればいい事になる」と述べジャーナリズムの専門性が失われるのではないかと危惧した。
莊豐嘉は視網膜を納得させるため、制作の方向性について幾多にも渡る議論以外にも、現在の雑然とした報道の現場を調整することも約束したと説明、「国民のニーズに合ったニュースが増え、今後『モニターニュース（監視器新聞）』はなくなる」と断言した。」

## 個人生活
香菜（コリアンダー）がとても苦手とテレビで明かした。このことに対して、コリアンダーを食べることを題材にした陳子見をからかう番組もある。。
柴犬の柚子を飼っていて、手がけた多くの作品に出演しており、歡楽無法党の名誉会長でもある。

## 司会

### インターネット
| 期間                          | チャンネル     | 番組                | 出演名 | 注釈                                                                   |
| ----------------------------- | -------------- | ------------------- | ------ | ---------------------------------------------------------------------- |
| 2015年8月5日－2023年5月26日   | 眼球中央電視台 | 央視一分鐘          | 視網膜 | 国際時事ニュースを風刺調で放送                                         |
| 2021年4月28日－2022年12月14日 | 眼球中央電視台 | 匪情透視 辱華記者會 | 視網膜 | 視網膜が中華人民共和国の外交記者会見の模倣をしたような形で行われる     |
| 2017年9月14日－2022年9月7日   | 眼球中央電視台 | 央視會客廳          | 視網膜 | 視網膜が司会を行う、より正式なインタビュー                             |
| 2019年8月1日－2022年9月21日   | 眼球中央電視台 | 刁民大攔轎          | 視網膜 | 視網膜が「卑劣漢（刁民）」に対してコメントをする番組                   |
| 2019年10月8日－2023年5月31日  | 眼球中央電視台 | 新聞聯播            | 視網膜 | 眼肉芽とともに司会                                                     |
| 2021年2月3日－2023年2月15日   | 眼球中央電視台 | 膜飯食刻            | 視網膜 | ゲストの方々と食事と談笑                                               |
| 2021年9月27日－2023年4月24日  | 眼球中央電視台 | 星期一現場          | 視網膜 | 台湾の現状と今ある社会問題を真摯に深く掘り下げる。（ドキュメンタリー） |
| 2017年3月31日－2023年5月17日  | Yahoo! TV      | 央視鬥風向          | 視網膜 | 視網膜が司会を務め、ゲストが賛否両論を展開。（ディベート形式）         |
| 2017年4月18日－現在           | 網路直播       | 膜天倫之夜          | 視網膜 |                                                                        |
| 2017年9月8日－現在            | PUSH MEDIA     | 視網膜BIG辯         | 視網膜 |                                                                        |

### テレビ
| 期間                         | チャンネル           | 番組            | 出演名 | 注釈                                             |
| ---------------------------- | -------------------- | --------------- | ------ | ------------------------------------------------ |
| 2018年1月22日－2018年2月     | 三立iNEWS台          | 鄭眼看新聞      |        |                                                  |
| 2018年3月5日－2018年12月31日 | 華視、華視新聞資訊台 | 華視午間新聞    | 陳子見 | 平日司会                                         |
| 2019年3月20日－2019年6月12日 | 華視                 | 今夜造口夜      | 視網膜 | バラエティ番組                                   |
| 2020年2月25日—2020年8月11日  | 公視                 | 《What the 法》 | 視網膜 | 公視の青春發言人チャンネルで配信                 |
| 2023年                       | 三立都會台           | 全明星辯論會    | 視網膜 | バラエティ番組。陶晶瑩と陳芳語、黃豪平が共同司会 |

### ポッドキャスト
| 期間                       | チャンネル | 番組       | 出演名 | 注釈                   |
| -------------------------- | ---------- | ---------- | ------ | ---------------------- |
| 2020年7月28日—2020年8月4日 | podcast    | 六點半左右 | 視網膜 | 星期天とともに共同司会 |

### 表彰式

#### TV賞
| 年     | 番組                       | チャンネル            | 共同受賞       |
| ------ | -------------------------- | --------------------- | -------------- |
| 2019年 | 「第54回電視金鐘獎」表彰式 | 三立都會台 三立戲劇台 | 黃子佼、鄭茵聲 |
| 2021年 | 「第56回電視金鐘獎」授賞式 | 三立都會台            | 個人受賞       |

#### 金鐘放送賞
| 年     | 番組                       | チャンネル | 共同受賞 |
| ------ | -------------------------- | ---------- | -------- |
| 2020年 | 「第55回廣播金鐘獎」授賞式 | 三立都會台 | 吳瑪麗   |

## 出演作品

### テレビ
| 年     | タイトル       | ディレクター | 役                           | 注釈     |
| ------ | -------------- | ------------ | ---------------------------- | -------- |
| 2017年 | 血觀音         | 楊雅喆       | テレビ司会                   | 特別出演 |
| 2018年 | 市長夫人的秘密 | 連奕琦       | テレビ司会                   | 特別出演 |
| 2018年 | 自由行         | 應亮         | アーティストの林華中への謝罪 |          |
| 2020年 | 逃出立法院     | 王逸帆       | テレビ司会/ゾンビ            |          |

### MV
| 年     | 歌手            | 曲名       | 役         | 注釈     |
| ------ | --------------- | ---------- | ---------- | -------- |
| 2021年 | 黃明志Ft.謝和弦 | 揪你出去玩 | テレビ司会 | 特別出演 |